# Ardiaei
Ardiaei eller ardianer var under antiken en av de mäktigaste stammarna i Illyrien.  Andra mäktiga stammar vid samma tid var dardanerna och autariaterna. Ardianerna var bosatta i dagens Montenegro. De hängav sig åt sjöröveri och behärskade vid en tid hela Adriatiska havet. Den ardianske kungen Agron dog 232 f.Kr. i Scodra.
Teuta var ardianernas drottning och änka efter kung Agron.
Det ardianska området var ett kungarike med en gemensam kung eller drottning och bestod av en stor gruppering av stammar.
De nämns ofta i antika skrifter i samband med skildringen av de illyriska och makedonska krigen.
Theopompos skriver i sitt verk Filippika att ardianerna hade 300 000 slavar som kallades för prospelataer och att de var ungefär samma som heloterna. Siffran är sannolikt överskattad då romarrikets huvudstad, som en jämförelse, på sin höjdpunkt hade 200 000 slavar. I fredstid brukade de jorden och i krigstid blev de soldater under jordägarna.
Ardianerna hade en lång fejd med autariaterna över en saltkälla vid en gemensam gräns.
Enligt Polybios (203–120 f.Kr.) underkuvades de av romarna, medan de enligt Appianos (95–165 e.Kr.) underkuvades av autariaterna, en annan illyrisk folkstam med sjöfartsmakt. Enligt Livius underkuvades de av konsul Fulvius Flaccus.
En romersk legion skickades dit under vintern 228-227 för att se efter ardianerna och andra underkuvade folk. Deras fortsatta öde efter Roms erövring är okänt.
De ansågs vara storsupare i jämförelse med hellenerna: ovannämnde Agron dog av alkoholförgiftning vid firandet av segern vid Medion över Aitoliska förbundet.
Stammen hade 20 dekurier.
Stamnamnet Ardiaei kan vara besläktad med latinets ardea, som betyder häger, som är en symbol för totemism.
Bland albaner existerar mansnamnet Ardian (r före d, jämför Adrian) som kommer från denna antika folkstam.